# Эррера, Альберто
Альберто Исраэль Эррера (греч. Αλβέρτος Ερρέρα; 15 января 1913, Салоники, Греция — август 1944, Аушвиц-Биркенау) — греческий офицер еврейского происхождения и член антифашистского сопротивления. Он был членом зондеркоманды в Освенциме с мая по август 1944 года и участвовал в подготовке восстания зондеркоманды в 1944 году. Является одним из возможных авторов подпольных фотографий зондеркоманды.

## Биография

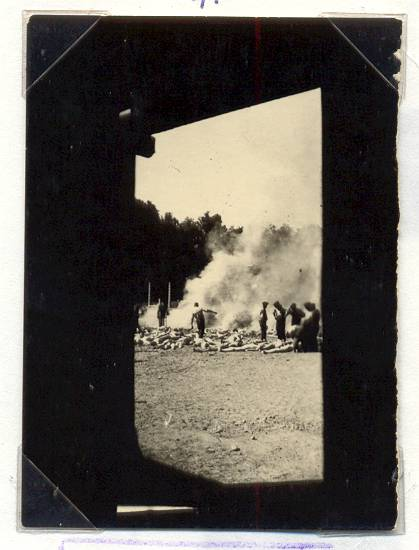
«Зондеркоманда» в Освенциме-Биркенау, август 1944 г. (нелегальное фото)

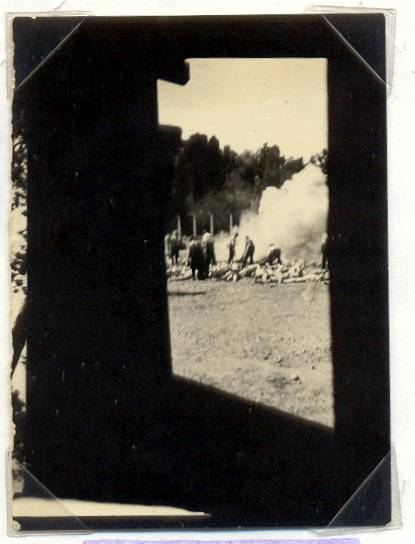
«Зондеркоманда» в Освенциме-Биркенау, август 1944 г. (нелегальное фото)

Альберто Исраэль Эррера родился 15 января 1913 года в Салониках, Греция. Перед войной Альберто Эррера был солдатом греческой армии, дослужился до офицера в звании капитана. Он женился на девушке по имени Маттильди из Ларисы, куда переехал и владел там супермаркетом.
Во время немецкой оккупации Греции Альберто Эррера присоединился к партизанам Народно-освободительной армии Греции в качестве поставщика продуктов питания. Он взял христианское имя Алекс (Алекос) Михаэлидис, или, по словам своего племянника, Александрос Александрис. В ночь на 24 марта 1944 года он был арестован немцами в Ларисе в составе группы из 225 евреев, а затем заключен в концентрационный лагерь Хайдари. Но, по словам его племянника, он был арестован не как еврей, а как левый. Он был депортирован из Афин 2 апреля и прибыл в Освенцим 11 апреля, после чего был одним из 320 греков (с присвоенными серийными номерами от 182 440 до 182 759), отобранных для работы. Его номер был 182 552.
Проведя два дня в Биркенау, он и другие греки затем жили в блоке 12 Männerquarantäne Lager с 13 апреля по 11 мая. После этого он был выбран вместе со 100 греками в состав зондеркоманды. Ему поручили работу «кочегара», члена зондеркоманды, прикомандированного к печи крематория в пятом крематории Биркенау. Альтер Файнзильберг рассказывает о спортивном телосложении А. Эррера, а Леон Коэн описывает его необычайную силу.
По словам Изака Коэна, который работал в Канадском отряде, Эррера был лидером греческой группы сопротивления в пятом крематории. Он пытался завербовать Изака Коэна в группу сопротивления.
Из показаний Альтера Файнзильберга мы знаем, что именно Эррера сделал знаменитые «зондеркомандные фотографии» в начале августа 1944 года с помощью Давида Шмулевски, члена сопротивления и троих других членов зондеркоманды, Шлама Драгон, его брата и Альтера Файнзильберга, которые «стояли на стрёме». Сделав фотографии, Эррера зарыл камеру в землю в лагере, чтобы найти её позже.
9 августа 1944 года во время транспортировки пепла из крематориев, который должен был быть сброшен в Вислу, Эррера пытался убедить трех своих созаключенных (включая Уго Баруха Венецию и Анри Нехама Капона) бежать, но они отказались. Оказавшись на месте, Эррера оглушил лопатой двух его сопровождавших и нырнул в Вислу. Его поймали в течение следующих нескольких дней, пытали и в итоге убили. Как обычно, когда беглеца ловили, его тело выставляли у входа в мужской лагерь (BIId) в пример другим заключенным.
В 1980-е годы Эррера был награждён правительством Греции за его вклад в греческое сопротивление во время Второй мировой войны.

## Фотографии зондеркоманды
В течение многих лет автор снимков зондеркоманды не был установлен. Они считались анонимными или по умолчанию приписывались Давиду Шмулевскому, даже когда он упоминал греческого еврея по имени Алекс. История этих фотографий была записана Альтером Файнзильбергом в его трудах, в которых он вызывает образ греческого еврея по имени Алекс (хотя фамилию он забыл). В мае 1978 года Файнзильберг ответил на письмо из музея Аушвиц-Биркенау по поводу фотографий. Он написал: «Это был Алекс из Греции, но я не помню его имени. Он погиб при побеге во время перевозки пепла от испепеленных людей. Этот пепел регулярно сбрасывали в Солу или Вислу. Алекс разоружил обоих эскортов СС и бросил их винтовки в Вислу. Он погиб во время погони. Я не помню, где был закопан фотоаппарат и другие документы, потому что это сделал Алекс».
Однако в своих дневниках, написанных сразу после войны, Файнзильберг упоминает о попытке побега греческого еврея по имени Алеко Эррера. Его побег поразил их умы и был рассказан несколькими выжившими свидетелями: Эррикос Севильяс, Шломо Венеция, Леон Коэн, Марсель Наджари, доктор Миклош Нисли, Альтер Файнзильберг, Хенрик Мандельбаум, Альберт Менаше, Даниэль Беннахмиас и Эдди де Винд.